# Tomb Raider
Tomb Raider (произношение [tuːm 'reɪdə]; с англ. — «Расхитительница гробниц»), с 2001 по 2007 год Lara Croft: Tomb Raider (с англ. — «Лара Крофт: Расхитительница гробниц») — медиафраншиза, созданная британской студией Core Design. Начало серии Tomb Raider было положено в 1996 году, когда вышла игра Tomb Raider, повествующая о девушке археологе — Ларе Крофт. Игра представляла собой приключенческий боевик (с англ. — «Action-adventure») с элементами шутера от третьего лица. В дальнейшем были выпущены сиквелы Tomb Raider II (1997), Tomb Raider III (1998), Tomb Raider: The Last Revelation (1999), Tomb Raider: Chronicles (2000) и Tomb Raider: The Angel of Darkness (2003).
Tomb Raider: The Angel of Darkness стала последней игрой, разработанной студией Core Design, после которой права на франшизу перешли к студии Crystal Dynamics. После провала Tomb Raider: The Angel of Darkness Crystal Dynamics приняла решение перезагрузить серию игр о Ларе Крофт, выпустив в 2006 году Tomb Raider: Legend, которая хронологически и сюжетно не связана с предыдущими играми серии. Игра стала коммерчески успешной, что повлекло появление сиквелов в лице Tomb Raider: Anniversary (2007) и Tomb Raider: Underworld (2008). «Anniversary» (рус.  Юбилейное Издание) является ремейком Tomb Raider 1996 года, но при этом она сюжетно связана с «Legend» и «Underworld».
За 20 лет существования серии было продано свыше 88 млн экземпляров игр по всему миру.
В 2013 году франшиза претерпела второй перезапуск. 5 марта 2013 года вышла первая часть обновленной истории о приключениях Лары Крофт Tomb Raider. Издателем игры вместо британской студии Eidos Interactive выступил японский разработчик Square Enix. Второй перезапуск Лары Крофт стал самым амбициозным. Была кардинально переписана биография главной героини. Большой упор был сделан не на поиске артефактов и гробниц, как было в предыдущих играх серии, а на выживании и решении головоломок и побочных заданий. Игра обзавелась открытым игровым миром, обновленной графикой, немного изменённым дизайном Лары и новой боевой системой. Позднее были выпущены продолжения Rise of the Tomb Raider (2015) и Shadow of the Tomb Raider (2018).
Помимо основных игр серии, были выпущены несколько игр-спин-офф, комиксов, книг, а также снято три художественных фильма: Лара Крофт: Расхитительница гробниц (2001) и Лара Крофт: Расхитительница гробниц 2 — Колыбель жизни (2003) (в главной роли — Анджелина Джоли); Tomb Raider: Лара Крофт (2018) (в главной роли — Алисия Викандер).

## История

### Создание героиниЛары Крофти выпуск первойTomb Raider
Разработкой игры о приключениях Лары Крофт занялась британская студия Core Design (ранее — CentreGold). Tomb Raider была создана силами шести разработчиков, и в первую очередь — Тоби Гарда (ныне носящего титул создателя Лары Крофт) и Филиппа Кэмпбелла (основного дизайнера уровней).
Предварительные работы над игрой Tomb Raider начались ещё в 1995 году. Первоначально Тоби Гард сосредоточился на том, чтобы создать персонажа, наиболее подходящего на роль искателя приключений и расхитителя гробниц, в многом опираясь на образ Индианы Джонса. На раннем этапе разработки предполагалось, что главным героем будет классический герой-мужчина. Однако Гард решил отказаться от первоначальной задумки в пользу женского персонажа. Сначала это была южноамериканская женщина по имени Лаура Круз (Laura Cruz), позже её «переделали» в англичанку, а имя было взято из телефонной книги за то, что звучало более «по-британски».
Игра стала настолько популярна, что породила множество подражаний и в целом оказала значительное влияние на развитие данной ветви игровой индустрии. До сих пор Tomb Raider и Лара Крофт остаются одними из самых узнаваемых символов культуры компьютерных игр.

### Дальнейшее развитие серии
В целом, концепция и механика серии, заложенная в 1996 году первой Tomb Raider, оставалась неизменной вплоть до Tomb Raider: Chronicles (2000). Лишь в Tomb Raider: The Angel of Darkness (2003) разработчики из Core Design занялись разработкой новой концепции игры. Рабочим названием игры было Tomb Raider Next Gen, что подчеркивало желание разработчиков освежить серию и привнести в неё новые идеи и разработки. Однако разработка шестой части оказалась проблемной с самого старта работ. Опытные сотрудники занимались разработкой Tomb Raider: Chronicles, в то время как ответственность за «The Angel of Darkness» была возложена на новичков. В The Angel of Darkness был задействован новый игровой движок, работающий полностью с трехмерными моделями, отличающийся реалистичной геометрией и поддерживающий широкий спектр графических эффектов. Над его созданием трудилось семь человек на протяжении трёх лет.
Пытаясь приурочить выход The Angel of Darkness к премьере второго фильма о расхитительнице гробниц, издатель существенно сократил сроки разработки и фактически выпустил незаконченную игру на рынок. Игра подверглась широкой критике из-за большего количества ошибок, крайне неудобного управления, а также неработающих геймдизайнерских решений. Некоторые рецензенты посчитали «The Angel of Darkness» худшей в серии.
Провал Tomb Raider: The Angel of Darkness ознаменовал собой закат серии Tomb Raider. В 2003 году Core Design передала права на разработку последующих игр серии Crystal Dynamics.

### Первый перезапуск серии (2006—2008)
Чтобы избежать ошибок, допущенных Core Design при разработке The Angel of Darkness, Crystal Dynamics приняла решение перезапустить франшизу. Первой в новой трилогии стала Tomb Raider: Legend (2006). Игра была выпущена на совершенно новом игровом движке, управление было полностью изменено. Игра в корне отличается от предыдущих игр серии, она стала гораздо более динамичной, легкой и реалистичной. Tomb Raider: Legend была позитивно встречена игровыми изданиями. Далее последовали Tomb Raider: Anniversary (2007) и Tomb Raider: Underworld (2008).

### Второй перезапуск серии (2013—2018)

Облик Лары Крофт в Tomb Raider 2013 года.

Изначально в Crystal Dynamics планировали прямое продолжение «Underworld» — Tomb Raider: Ascension (с англ. — «Восхождение»). Было создано несколько beta-версий игры, которые графически и концептуально продолжали идеи «Underworld». Однако позже решение было изменено в пользу обновления франшизы. Таким образом Crystal Dynamics второй раз перезапустили историю о расхитительнице гробниц игрой Tomb Raider в 2013 году.
Во втором перезапуске разработчики сделали акцент на становлении характера Лары Крофт. Основная концепция игры состоит в смене эмоционального образа протагонистки, которой необходимо сражаться в условиях дикой природы. Геймплей проекта строится на схватках с врагами, решении головоломок и изучении мира. К основным игровым новшествам относятся появление системы укрытий, побочных квестов. Большинство обозревателей сочли перезагрузку удачной.
Как и в случае с «Legend», новая часть перезапуска оказалась сюжетно не связана с предыдущими играми серии Tomb Raider. Разработчики кардинально переписали значительную часть биографии Лары, сделав из грозной расхитительницы гробниц молодую и только начинающую свой путь девушку-археолога. Разработчики не стали лишать Лару её высоких знаний археологи и физической подготовки. Но при этом Лара, ни разу не применяв свои знания и навыки на практике, только начинает свой нелегкий путь к становлению опытной расхитительницей гробниц. Многим фанатам пришлась по душе «новая» Лара, поэтому разработчики продолжили развивать концепцию становления и развития характера Лары Крофт в последующих частях Rise of the Tomb Raider (2015) и Shadow of the Tomb Raider (2018). Рианна Пратчетт рассказала, что Crystal Dynamics не разрешила включать в перезапуск посттравматическое стрессовое расстройство главной героини и кошмары, которые меняли бы её сознание.

### Продолжение серии
В апреле 2022 года Crystal Dynamics сообщила, что разрабатывает новую часть серии на движке Unreal Engine 5. 5 сентября 2022 года компания объявила, что ей принадлежат права на франшизу Tomb Raider, которой ранее владела Square Enix. Подробности могли появиться в 2023 году. В августе 2024 года вице-президент Amazon Games Кристоф Хартманн сказал, что разработка продолжается, новая Tomb Raider — это «очень высокая планка», и у создателей есть «несколько действительно замечательных идей».

## Состав

### Игры
| 1996 | Tomb Raider                          |
| 1997 | Tomb Raider II                       |
| 1998 | Tomb Raider III                      |
| 1999 | The Last Revelation                  |
| 2000 | Tomb Raider                          |
| 2000 | Tomb Raider: Chronicles              |
| 2001 | Curse of the Sword                   |
| 2002 | The Prophecy                         |
| 2003 | The Angel of Darkness                |
| 2004 |                                      |
| 2005 |                                      |
| 2006 | Legend                               |
| 2007 | Anniversary                          |
| 2008 | Underworld                           |
| 2009 |                                      |
| 2010 | Lara Croft and the Guardian of Light |
| 2011 |                                      |
| 2012 |                                      |
| 2013 | Tomb Raider                          |
| 2014 | Lara Croft and the Temple of Osiris  |
| 2015 | Lara Croft: Relic Run                |
| 2015 | Lara Croft GO                        |
| 2015 | Rise of the Tomb Raider              |
| 2016 |                                      |
| 2017 |                                      |
| 2018 | Shadow of the Tomb Raider            |
| 2019 |                                      |
| 2020 |                                      |
| 2021 |                                      |
| 2022 |                                      |
| 2023 | Tomb Raider Reloaded                 |
| 2024 | Tomb Raider I—III Remastered         |
| 2025 | Tomb Raider IV—VI Remastered         |

#### Основные
| Разработчик      | Издатель          | Название                                  | Год  | Платформы |
| ---------------- | ----------------- | ----------------------------------------- | ---- | --- |
| Core Design      | Eidos Interactive | Tomb Raider                               | 1996 | Windows, PlayStation, PlayStation 3, PlayStation Portable, DOS, Windows Mobile, macOS, iOS, Saturn, N-Gage, Android               |
| Core Design      | Eidos Interactive | Tomb Raider II: The Dagger of Xian        | 1997 | Windows, PlayStation, PlayStation 3, PlayStation Portable, macOS, iOS, Android                                                    |
| Core Design      | Eidos Interactive | Tomb Raider III: Adventures of Lara Croft | 1998 | Windows, PlayStation, PlayStation 3, PlayStation Portable, macOS                                                                  |
| Core Design      | Eidos Interactive | Tomb Raider: The Last Revelation          | 1999 | Windows, PlayStation, PlayStation 3, PlayStation Portable, macOS, Dreamcast                                                       |
| Core Design      | Eidos Interactive | Tomb Raider: Chronicles                   | 2000 | Windows, PlayStation, PlayStation 3, PlayStation Portable, macOS, Dreamcast                                                       |
| Core Design      | Eidos Interactive | Tomb Raider: The Angel of Darkness        | 2003 | Windows, PlayStation 2, macOS |
| Crystal Dynamics | Eidos Interactive | Tomb Raider: Legend                       | 2006 | Windows, PlayStation 2, PlayStation 3, PlayStation Portable, Xbox, Xbox 360, GameCube, Game Boy Advance, DS, Symbian S60, Java ME |
| Crystal Dynamics | Eidos Interactive | Tomb Raider: Anniversary                  | 2007 | Windows, PlayStation 2, PlayStation 3, PlayStation Portable, Xbox 360, macOS, Wii, Java ME                                        |
| Crystal Dynamics | Eidos Interactive | Tomb Raider: Underworld                   | 2008 | Windows, PlayStation 2, PlayStation 3, Xbox 360, macOS, Wii, DS, Java ME, N-Gage                                                  |
| Crystal Dynamics | Square Enix       | Tomb Raider                               | 2013 | Windows, PlayStation 3, Xbox 360, PlayStation 4, Xbox One, macOS, Linux                                                           |
| Crystal Dynamics | Square Enix       | Rise of the Tomb Raider                   | 2015 | Windows, PlayStation 4, Xbox 360, Xbox One, macOS, Linux                                                                          |
| Eidos Montreal   | Square Enix       | Shadow of the Tomb Raider                 | 2018 | Windows, PlayStation 4, Xbox One, macOS, Linux                                                                                    |

#### СерияLara Croft
| Год  | Название                             | Разработчики                                | Платформы                                                                           |
| ---- | ------------------------------------ | ------------------------------------------- | ----------------------------------------------------------------------------------- |
| 2010 | Lara Croft and the Guardian of Light | Crystal Dynamics                            | Windows, PlayStation 3, Xbox 360, Nintendo Switch, iOS, Android                     |
| 2013 | Lara Croft: Reflections              | Square Enix Japan (Smile Lab), RenRen Games | iOS                                                                                 |
| 2014 | Lara Croft and the Temple of Osiris  | Crystal Dynamics                            | Windows, PlayStation 4, Xbox One, Nintendo Switch                                   |
| 2015 | Lara Croft: Relic Run                | Simutronics Corporation                     | Windows Phone, iOS, Android                                                         |
| 2015 | Lara Croft GO                        | Square Enix Montréal                        | Windows, PlayStation 4, PlayStation Vita, Windows Phone, macOS, Linux, iOS, Android |

#### Другие
| Год  | Название                          | Разработчики         | Платформы                                                                         |
| ---- | --------------------------------- | -------------------- | --------------------------------------------------------------------------------- |
| 2000 | Tomb Raider Level Editor          | Core Design          | Windows                                                                           |
| 2000 | Tomb Raider: The Nightmare Stone  | Core Design          | Game Boy Color                                                                    |
| 2001 | Tomb Raider: Curse of the Sword   | Core Design          | Game Boy Color                                                                    |
| 2002 | Tomb Raider: The Prophecy         | Ubisoft Milan        | Game Boy Advance                                                                  |
| 2003 | Tomb Raider: The Osiris Codex     | IOMO, BeTomorrow     | Java ME                                                                           |
| 2004 | Tomb Raider: Quest for Cinnabar   | IOMO, BeTomorrow     | Java ME                                                                           |
| 2004 | Tomb Raider: Elixir of Life       | IOMO, BeTomorrow     | Java ME                                                                           |
| 2006 | Tomb Raider: Puzzle Paradox       | IOMO                 | Java ME                                                                           |
| 2006 | Tomb Raider: The Action Adventure | Little Worlds Studio | iDVD                                                                              |
| 2018 | Tomb Raider VR: Lara’s Escape     | Warner Bros          | Samsung Gear VR                                                                   |
| 2023 | Tomb Raider Reloaded              | Emerald City Games   | iOS, Android, Netflix Games Service                                               |
| 2023 | The Lara Croft Collection         | Feral Interactive    | Nintendo Switch                                                                   |
| 2024 | Tomb Raider I—III Remastered      | Aspyr                | Windows, PlayStation 4, PlayStation 5, Xbox One, Xbox Series X/S, Nintendo Switch |
| 2025 | Tomb Raider IV—VI Remastered      | Aspyr                | Windows, PlayStation 4, PlayStation 5, Xbox One, Xbox Series X/S, Nintendo Switch |

#### Отменённые проекты
- Tomb Raider IV Gold — отменённое на этапе исследования концепции дополнение к Tomb Raider: The Last Revelation (1999) для PC. Разработчик — Core Design;
- Tomb Raider: The Secret of Shangri-La — отменённая на этапе исследования концепции игра для PSP. Разработчик — Core Design;
- Tomb Raider: The Lost Dominion и Tomb Raider: The Dream of Resurrection — отменённый сиквел и триквел Tomb Raider: The Angel of Darkness (2003) от Core Design;
- Tomb Raider: 10th Anniversary Edition (2006) — отменённый ремейк Tomb Raider (1996) для PSP от Core Design;
- Croft Academy — отменённая на этапе исследования концепции игра, идея для которой появилась у Crystal Dynamics после создания геймплейных элементов для Wii-версии TR: Anniversary;
- Raiders — название игры, являвшаяся идейным предшественником Lara Croft and the Guardian of Light (2010);
- Tomb Raider: Ascension — название так и не вышедшего сюжетного продолжения Tomb Raider: Underworld (2008). Игра в то же время являлась идейным предшественником Tomb Raider (2013);

Также в планах у Core Design было создание отдельной серии игр с Кертисом Трентом, авантюристом и напарником Лары Крофт из игры Tomb Raider: The Angel of Darkness. Впервые идея о том, чтобы сделать игру о Кертисе появилась ещё до выхода шестой части. Этот спин-офф в жанре приключенческой аркады от третьего лица должен был называться «Bloodline» и он бы являлся приквелом к событиям TR: The Angel of Darkness. Помимо этого, Мерти Скофилд, автор сюжета TR: The Angel of Darkness, поделился заметками об игре «Kurtis Trent: Demon Hunter», которая была уже второй попыткой сделать игру о Кертисе. Эта версия спин-оффа должна была повествовать о ранних годах Кертиса Трента и в то же время являться продолжением шестой части.
Предполагалось, что игра будет завязана либо вокруг исчезновения Лары, либо станет отдельной историей, не связанной с TR. Сценарист предлагал несколько вариантов того, как Кертис может появиться в серии будущих игр Tomb Raider или как Лара в его серии. Также не исключалось, что оба персонажа будут сами по себе и их истории не будут взаимосвязаны. Вдобавок к этому, у писателя были идеи для создания игры об Питере ван Экхардте, чёрном алхимике и главном антагонисте Tomb Raider: The Angel of Darkness.

### Комиксы
Задолго до того, как издательства Top Cow Productions и Dark Horse Comics начали издавать комиксы про Лару Крофт, в Великобритании выпускался журнал «Mean Machines Sega». В нём, помимо всего прочего, уделили внимание предстоящему на тот момент релизу Tomb Raider (1996), опубликовав в четырёх частях юмористическую историю, оформленную в виде комикса. Каждая такая часть состояла из двух страниц. Комикс публиковался с 46 по 50 номер. Именно он является приквелом к событиям самой первой части. Помимо этого, в 1997 году, одновременно с выходом самой первой части в Японии, была создана манга Tomb Raider. В конечном счёте, от комикса отказались, так и не выпустив его. На данный момент манга доступна в сети.
В марте 1999 года был опубликован ещё один комикс от французского издательства Glenat под названием «Tomb Raider: Dark Aeons», но позже он был отозван из продажи по той причине, что TCP уже заполучила права на официальный выпуск комиксов по этой франшизе. Top Cow и Image Comics с 1997 по 2005 год успели выпустить и не раз переиздать (а также за пределами США) ран из 51 выпуска, опубликовать мини-серию, различные уан-шоты, кроссоверы и т. д. После перезапуска серии, Dark Horse Comics решило возобновить серию комиксов про известную искательницу приключений.
В начале 2000-х годов, в России, издательством «Дед МороZ» совместно с издательским домом «Комикс» в отечественном журнале о комиксах «Дед МороZ» были анонсированы четыре новых ежемесячных издания, среди которых было издание «Лара Крофт». Выход комикса о искательнице приключений постоянно откладывался и, наконец, была объявлена точная дата выхода первого номера — январь 2002 года. Но, как можно понять, в странах СНГ до сих пор не увидели комиксов «Tomb Raider». Связано это было с тем, что лицензию на издание «Tomb Raider» от дочерней компании Image — Top Cow получили именно «Дед МороZ», который просуществовал четыре выпуска. И хотя партнёр ИД «Комикс» подхватил половину анонсов соседа, лицензию на издание комиксов о Ларе Крофт, в России, не приобрели до сих пор.
В 2013 году был выпущен 1 комикс «Tomb Raider: Начало» (англ. «Tomb Raider: The Beginnings»), чьи события происходят до событий Tomb Raider 2013 года. В 2014—2015 годах было выпущено 18 выпусков «Tomb Raider», чьи события происходят после событий, описанных в одноимённой игре 2013 года. В 2016—2017 годах было выпущено ещё 12 выпусков комикса «Tomb Raider», в 2017—2018 годах — 4 выпуска «Tomb Raider: Survivor’s Crusade», а также 4 выпуска «Tomb Raider: Inferno» в 2018 году. События всех комиксов происходят после событий Rise of the Tomb Raider. Также, в 2015—2016 годах было выпущено 5 выпусков комикса «Лара Крофт и Застывшее знамение» (англ. «Lara Croft and the Frozen Omen»). Их события происходят после событий игры Lara Croft and the Temple of Osiris.

### Книги

#### Романы
Действие всех трёх книг разворачивается после событий Tomb Raider: The Last Revelation (1999) и до Tomb Raider: The Angel of Darkness (2003):
- Lara Croft: Tomb Raider: The Amulet of Power (2003) от издательства Del Rey. Автор — Майк Резник;
- Lara Croft: Tomb Raider: The Lost Cult (2004) от издательства Del Rey. Автор — Эрик Найт;
- Lara Croft: Tomb Raider: The Man of Bronze (2004) от издательства Del Rey. Автор — Джеймс Алан Гарднер;

Действие книги разворачивается после событий Tomb Raider (2013):
- Tomb Raider: The Ten Thousand Immortals (2014) от издательства Prima Games. Автор — Дэн Абнетт, Ник Винсент;

Действие книги разворачивается после событий Rise of the Tomb Raider (2015) и до Shadow of the Tomb Raider (2018):
- Shadow of the Tomb Raider: Path of the Apocalypse (2018) от издательства Titan Books. Автор — С. Д. Перри;

Действие книги разворачивается после событий Lara Croft and the Temple of Osiris (2014):
- Lara Croft and the Blade of Gwynnever (2016) от издательства Prima Games. Автор — Дэн Абнетт;

#### Книги по фильмам
- Lara Croft: Tomb Raider (2001) от издательства Pocket Books — детально пересказывает события Лара Крофт: Расхитительница гробниц (2001). Автор — Дэйв Стерн;
  - Лара Крофт: Расхитительница гробниц (2002) от издательства АСТ Москва — детально пересказывает события Лара Крофт: Расхитительница гробниц (2001). Автор перевода — Андрей Чернецов;
- Lara Croft: Tomb Raider: Junior Novelisation (2001) от издательства Simon & Schuster — детально пересказывает события Лара Крофт: Расхитительница гробниц (2001). Автор — Мел Одом;
- Lara Croft: Tomb Raider: The Cradle of Life (2003) от издательства Pocket Books — детально пересказывает события Лара Крофт: Расхитительница гробниц: Колыбель жизни (2003). Автор — Дэйв Стерн;
- Lara Croft: Tomb Raider: The Cradle of Life (2003) от издательства Aladdin Paperbacks — детально пересказывает события Лара Крофт: Расхитительница гробниц: Колыбель жизни (2003). Автор — Нэнси Крулик;

### Фильмы
В 1998 году студией Silver Films был снят короткометражный фильм «Tomb Raider: Трилогия» (Tomb Raider: The Trilogy). Этот мини-фильм был показан на вечеринке в честь релиза Tomb Raider III, которая проходила в Лондонском Музее естествознания. После данного мероприятия, это видео никому больше не показывали. Продюсеру Дженни де Нордвалл (Janey de Nordwall) удалось спустя 18 лет отыскать цифровую копию бета версии записи, после чего она была продемонстрирована на выставке PAX East 2016, а позже опубликована на YouTube. «Tomb Raider: The Trilogy» даёт возможность проникнуться атмосферой и понять влияние Tomb Raider и её главной героини на обычных людей в конце 90-х. Сама история рассказана в духе детективного нуара.
- Лара Крофт: Расхитительница гробниц (англ. «Lara Croft: Tomb Raider») (2001)
- Лара Крофт: Расхитительница гробниц: Колыбель жизни (англ. «Lara Croft: Tomb Raider: The Cradle of Life») (2003)
- Tomb Raider: Лара Крофт (англ. «Tomb Raider») (2018)

### Телевидение
Переосмысление: Расхитительница гробниц (2007) — анимационный сериал из десяти короткометражных частей, сюжет которого основан на играх серии Tomb Raider. Распространялся через онлайн-сервис видеоигр GameTap с 10 июля по 13 ноября 2007 года. Каждая серия отличается от остальных своей уникальной анимацией и на её создание повлияли комиксы о Ларе Крофт. Для озвучивания Лары в сериал позвали известную актрису Минни Драйвер. Сценарий серий написан самыми известными сценаристами комиксов. За первые три эпизода отвечал Питер Чанг, создатель популярного Aeon Flux. Среди остальных лиц, принявших участие в работе над сериалом, значатся Джим Ли, создатель комиксов о Бэтмене, и автор новелл по «Звёздным войнам» Майкл Стэкпол.
Во время программы Shacknews, которая была выпущена во время E3 2016, старший комьюнити-менеджер студии Crystal Dynamics Меган Мари сообщила, что на официальном канале Tomb Raider в YouTube был загружен ремастеринг этого сериала в HD-качестве. Студии удалось встретится с создателями мультсериала и попросить их опубликовать его в отличном качестве. Первоначально, по ошибке, эпизод «Pre-Teen Raider» был единственным, который был не доступен в HD-качестве, но чуть позже разработчики это исправили.
Анимационные сериалы:
- Переосмысление: Расхитительница гробниц (англ. «Revisioned: Tomb Raider») (2007, GameTap)
- Расхитительница гробниц: Легенда Лары Крофт (англ. «Tomb Raider: The Legend of Lara Croft») (2024, Netflix)

Игровой сериал:
- Расхитительница гробниц (англ. «Tomb Raider») (TBA, Prime Video)

### Настольные и карточные игры
| Год  | Название                            | Тип             | Примечание |
| ---- | ----------------------------------- | --------------- | --- |
| 1997 | Feeling Lucky                       | Игральные карты | Набор из 52 игральных карт, первоначально вышедший в составе издания Tomb Raider II: Limited Edition Double Pack                            |
| 1999 | Tomb Raider Collectible Card Game   | Карточная игра  | Карточная игра от компании Precedence Publishing                                                                                            |
| 2003 | Tomb Raider: The Angel of Darkness  | Настольная игра | Настольная игра от компании Identity Games                                                                                                  |
| 2009 | Tomb Raider: Underworld             | Настольная игра | Настольная игра от компании Tilsit |
| 2016 | Celebration Playing Cards           | Игральные карты | Набор из 54 игральных карт, который можно было получить в качестве бонуса за предзаказ издания Rise of the Tomb Raider: 20 Year Celebration |
| 2019 | Tomb Raider Legends: The Board Game | Настольная игра | |
| 2023 | Lara Croft’s Tomb Raiders           | Настольная игра | Бесплатная настольная ролевая игра |

## Пятнадцатилетие серии
В честь 15-летия серии Tomb Raider Crystal Dynamics в октябре 2011 устроила специальную цифровую художественную выставку. В рамках празднования 8 различных художников, внёсших свой вклад в развитие и эволюцию героини, представили свои картины на тему видения нового образа Лары Крофт. В течение месяца, 7, 10, 14, 17, 21, 24 и 28 октября, выставка обновлялась — в каждый из этих дней к ней добавлялось по новой картине. «Это прекрасная возможность отпраздновать историю Tomb Raider, глядя на светлое будущее Лары. Мы не можем дождаться, чтобы поделиться уникальной интерпретацией каждого художника, которая как бы говорит, что значит быть Ларой Крофт» — заявлял Стюарт.
Первой выставленной работой была картина «Rebirth» (рус. Возрождение) от Энди Парка, ранее создававшего комиксы серии Tomb Raider. Парк заявил, что, как правило, Лара всегда изображается с высшей степенью уверенности на лице, несмотря на все трудности, с которыми она сталкивается. В своей же работе он хотел показать и трепет, и уверенность, находящуюся глубоко внутри. Создавая картину, Парк использовал опыт художника из среды киноиндустрии, что он нашёл забавным.
Второй появившейся картиной стала «The Depths» (рус. Глубины) иллюстратора Камиллы Д’Эррико. Камилла так прокомментировала создание картины: «Когда я смотрела новый трейлер, я размышляла над моментом, когда Лара падает с корабля в воду и представляла себя на её месте. Чтобы она сделала? Позволила бы обломкам и воде утопить себя, или стала бы бороться со стихией? Мне кажется, что героиня должна сражаться, и именно это являет силу Лары. Я надеюсь, что во мне тоже есть эта сила».

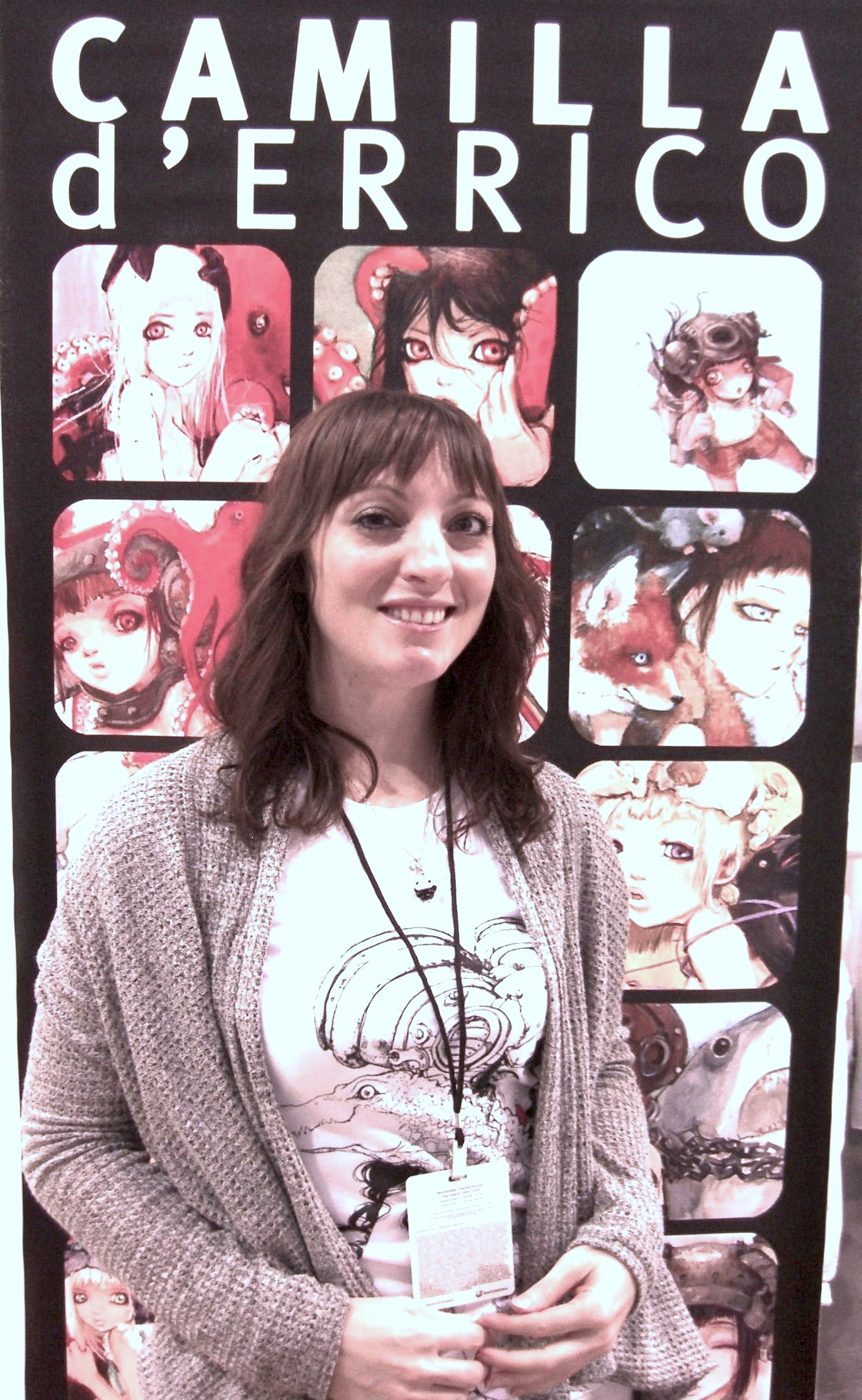
Камилла Д’Эррико создавала картину для выставки в честь 15-летия Лары Крофт, которая впоследствии распространялась на Comic Con 2011

Третьим произведением стало «Wolf Den» (рус. Волчье логово) Лонга Во. Когда Во увидел демоверсию игры, он был поражён «отчаянным и смелым» сценарием. В отличие от предыдущих игр, которые вызывали благоговение, новый проект показался художнику угрожающим и зловещим. Его картина изображает сцену, в которой на Лару нападает серый волк. Во специально изобразил Лару в тесном пространстве, вызывающим клаустрофобию, где единственным источником света является факел.
Четвёртым стало полотно «Shipwreck Beach» (рус. Берег кораблекрушения) Бреноча Адамса (англ. Brenoch Adams), старшего художника Crystal Dynamics, который работал над серией впервые за последние 4 года. Адамс сказал, что ему было приятно найти новый подход к старой тематике Tomb Raider. Художник считает, что в центре внимания игры находится физическое и внутреннее развитие Лары как женщины. Особо он отмечает роль острова, который «в конечном счёте, поменяет её навсегда». В декабре 2011 года, в честь Нового года появилась новая версия картины, отличавшаяся от предыдущей наличием заснеженного ландшафта.
Пятой выставленной работой стала картина «Into the Darkness» (рус. Во тьме) Брайана Хортона. Он сообщил, что выживание стало ценной тематикой для команды разработчиков, благодаря которой предоставилась возможность добавить эмоциональную глубину и расширить масштабы игры. В своей картине Хортон хотел исследовать интимный момент преодоления страха перед темнотой и клаустрофобическим пространством. Натурщицей для картины, с которой были срисованы эмоции, послужила Меган Мари.
Шестым художественным произведением стало «The Crucible» (рус. Суровое испытание) Рэнди Грина (англ. Randy Green). Он отметил, что Лара, как правило, представляет собой волевого, уверенного персонажа. В своей работе Грин создал ситуацию, в которой её внутренняя уверенность должна пройти проверку на прочность. Мисс Крофт потрясена тем, что с ней случилось, но готова стойко перенести все грядущие опасности.
Седьмой картиной выставки стала «Profile Pic» (рус. Аватарка) от Джонатана Жака-Беллетейта (англ. Jonathan Jacques-Belletete). Идея иллюстрации состояла в том, чтобы предоставить зрителю нечто неожиданное. Игроки хорошо осведомлены о событиях, происходящих в трейлере, а также о том, что они довольно сильно повлияют на всю игру. Джонатан не желал повторяться, и потому изобразил ситуацию, происходящую до сюжета трейлера. Новая Лара являет собой генезис, новое начало и неизвестность. Именно поэтому автор решил отобразить её прежде, чем она попала на корабль. «В конце концов, я хотел добавить смысла в эту картину. Частично — в предчувствие: она сфотографировала себя до того, как попала на борт, однако на фото отображается её будущее „я“. Это уже Лара на острове, обнаружившая, кто она на самом деле, и какая судьба её ждёт». Художник также обратил внимание, что ремень от сумочки повторяет форму косы старых моделей Лары. Он представляет собой особый знак женщины, которой она станет.
Финальной, восьмой работой, стала картина «Kyudo» (рус. Кюдо) создателя Лары Крофт Тоби Гарда. Гард, в своей работе хотел отобразить страх и уязвимость, которые преодолеваются героиней. Использовав лук, Тоби представил Лару, как почти мифическую фигуру, в виде раненого ронина, противостоящего суровому, но красивому миру. Дизайнер решил не повторять опыт предыдущих работ и отошел от реалистичности героини. Он нарисовал её акварелью при помощи программы Corel Painter 12, уделив особое внимание мелочам.

## Приём
| Игра                                      | GameRankings                                                                                           | Metacritic                                                                                |
| ----------------------------------------- | --- | ----------------------------------------------------------------------------------------- |
| Tomb Raider                               | 91.67% (PC) 90.02% (PS1)                                                                               | 91/100 (PS1) 55/100 (IOS)                                                                 |
| Tomb Raider II                            | 80.17% (PC) 82.71%(PS1)                                                                                | 85/100 (PS1) 53/100 (IOS)                                                                 |
| Tomb Raider III: Adventures of Lara Croft | 72.89% (PC) 78.01% (PS1)                                                                               | 79/100 (PS1)                                                                              |
| Tomb Raider: The Last Revelation          | 75.07% (PC) 79.23% (PS1) 62.95% (DC)                                                                   | -                                                                                         |
| Tomb Raider: Chronicles                   | 70.59% (PS1)                                                                                           | 57/100 (PC) 63/100 (PS1) 59/100 (DC)                                                      |
| Tomb Raider: The Angel of Darkness        | 55.91% (PC) 56.18% (PS2)                                                                               | 49/100 (PC) 52/100 (PS2)                                                                  |
| Tomb Raider: Legend                       | 81.83% (PC) 82.22% (PS2) 82.85% (XBOX) 80.78% (X360) 79.00% (GC) 69.40% (PSP) 62.75% (GBA) 59.71% (DS) | 82/100 (PC) 82/100 (PS2) 67/100 (PSP) 80/100 (X360) 58/100 (DS) 78/100 (GC) 82/100 (XBOX) |
| Tomb Raider: Anniversary                  | 84.28% (PC) 81.15% (PS2) 79.24% (PSP) 77.01% (X360) 73.28% (WII)                                       | 83/100 (PC) 78/100 (PSP) 73/100 (WII) 77/100 (X360)                                       |
| Tomb Raider: Underworld                   | 79.50% (PC) 75.45% (PS3) 75.00% (X360) 70.50% (WII) 69.00% (MOBI) 68.50% (DS) 40.00% (PS2)             | 80/100 (PC) 76/100 (X360) 75/100 (PS3) 70/100 (DS) 70/100 (WII)                           |
| Tomb Raider                               | 86,42% (PC) 87,04% (X360) 86,32% (PS3) 85,76% (PS4) 86,62% (XONE)                                      | 87/100 (PS3) 86/100 (PC) 86/100 (X360) 84/100 (PS4) 87/100 (XONE)                         |
| Rise of the Tomb Raider                   | 85.86% (PC) 88.89% (PS4) 87,04% (XONE)                                                                 | 86/100 (PC) 86/100 (XONE) 88/100 (PS4)                                                    |

### Продажи
В 2018 году, благодаря уязвимости в защите Steam Web API, стало известно, что точное количество пользователей сервиса Steam, которые играли в Tomb Raider хотя бы один раз, составляет 5 495 033 человека, в Shadow of the Tomb Raider — 174 человека, в Rise of the Tomb Raider — 2 491 210 человек, в Lara Croft and the Guardian of Light — 550 882 человека, в Lara Croft and the Temple of Osiris — 162 890 человек, в Lara Croft Go — 72 299 человек.
В мае 2022 года стало известно, что общие продажи игр франшизы Tomb Raider достигло 88 млн копий. Продажи Tomb Raider, Rise of the Tomb Raider и Shadow of the Tomb Raider достигли 38 млн копий. Число загрузок мобильных проектов Lara Croft and the Guardian of Light, Lara Croft and the Temple of Osiris, Lara Croft: Relic Run и Lara Croft Go превысило 53 млн копий.